# Buch (Berlino)
Buch è un quartiere di Berlino, appartenente al distretto di Pankow.